# Šalvěj kalifornská
Šalvěj kalifornská (Salvia columbariae) je druh rostliny z rodu šalvěj (Salvia), který patří do čeledi hluchavkovitých (Lamiaceae). Vyskytuje na jihozápadě Severní Ameriky. Původní obyvatelé ji považovali za důležitou potravinu, protože její semena se používají stejně jako semena šalvěje hispánské (chia); k odlišení se prodávají pod název "zlatá chia" (golden chia).

## Taxonomie
Druh patří mezi šalvějemi do podrodu Audibertia. Ten zahrnuje asi 20 druhů, které se vyskytují v jihozápadní pobřežní oblasti Severní Ameriky se středomořským podnebím. Je mezi nimi jediným bylinným druhem a zároveň sesterským taxonem všech ostatních keřovitých druhů. Má četné pleziomorfní znaky, např. kališní zuby, a proto jej lze morfologicky považovat za přechodnou formu mezi americkými sekcemi Audibertia a Echinosphace.
Kromě nominátní formy se rozlišují tři odrůdy šalvěje kalifornské, které však nejsou uznávány všemi botaniky.

## Popis

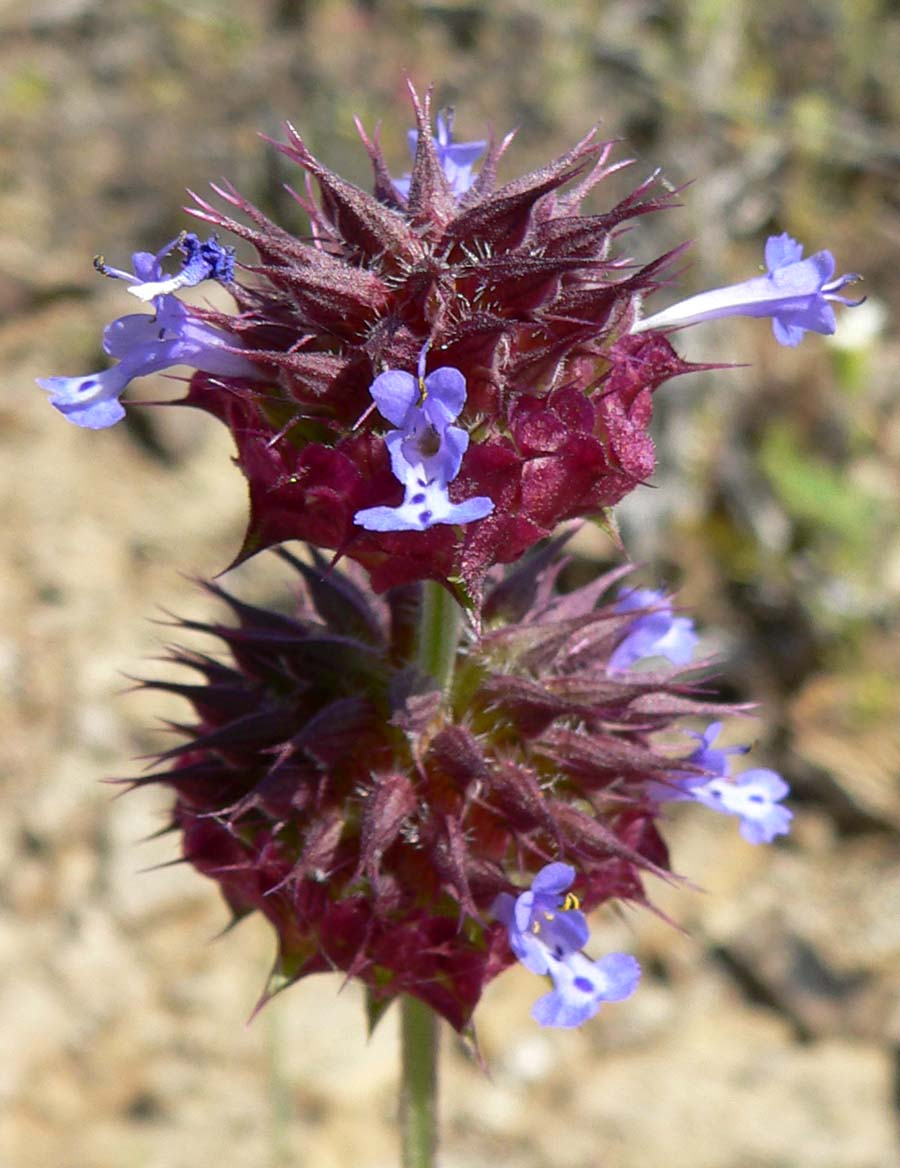
Detail květenství

Šalvěj kalifornská je jednoletá bylina. Její vzrůst je různý; kromě zakrslých forem vysokých na suchých stanovištích jen 3 až 4 cm se na úživnějších místech vyskytují exempláře vysoké 30 až 50 cm, výjimečně i vyšší. Rostlina má kůlový kořen a nevětvený nebo sporadicky větvený stonek. Stonky vyrůstají jednotlivě nebo se na bázi větví po několika. Čtverhranné lodyhy jsou světle zelené, občas s načervenalým nádechem nebo s červeně zbarvenými okraji. Mají dvě ploché a dvě vypouklé strany a dosahují průměru asi 7 milimetrů. Stonkové chlupy jsou dozadu ohnuté, krátké a husté, občas s proloženými delšími chlupy. 

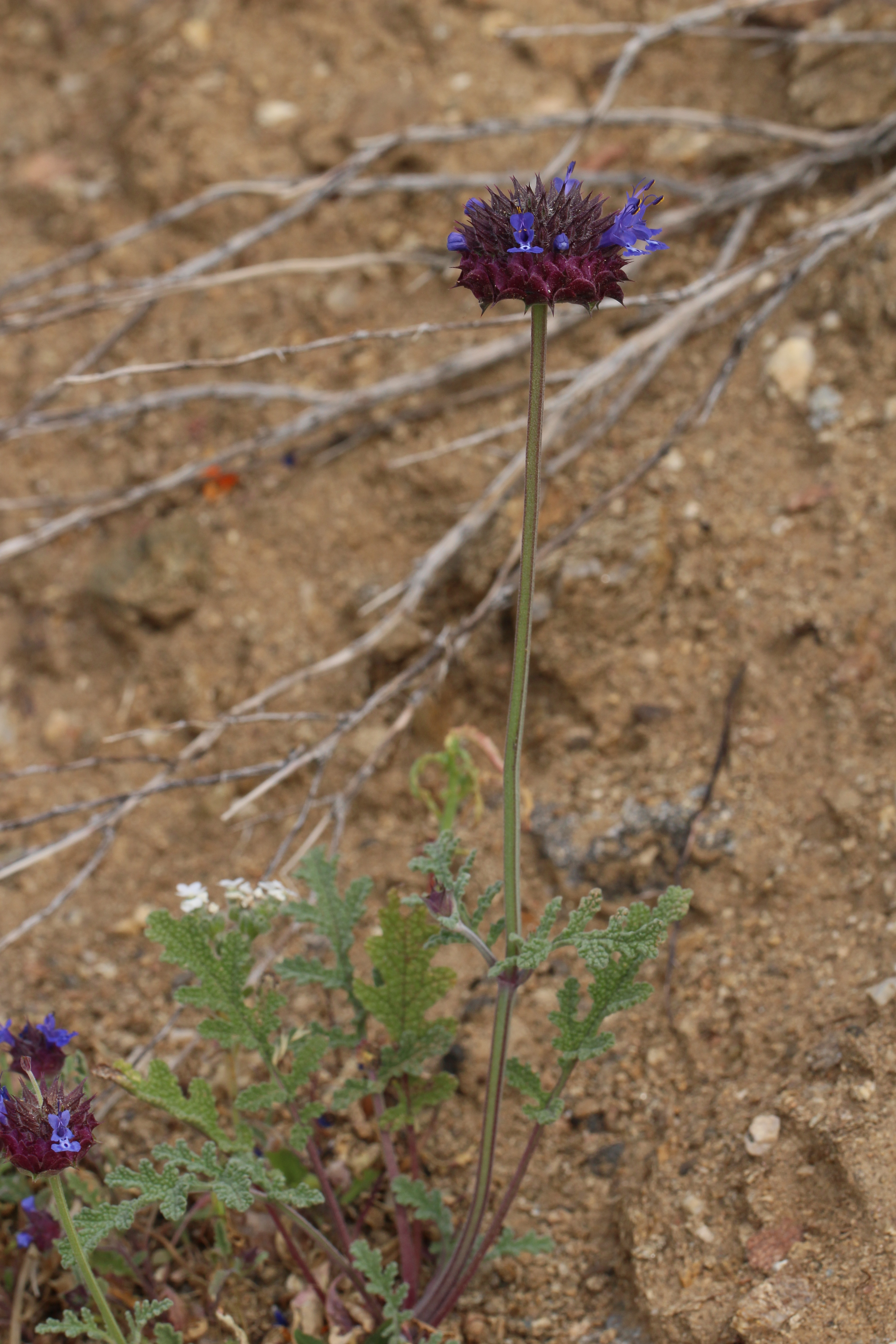
Kvetoucí rostlina

Listy jsou křižmostojné, jednoduché, tlusté, vrásčité, světle zelené až zelené, vejčité až úzce vejčité, tvaru zpeřeně laločnatého, bez palistů. Okraj listové čepele je vroubkovaný a často zvlněný, špička je zaoblená. Listy jsou nahoře popelavě šedé, krátce plstnatě chlupaté, na spodní straně mají žláznaté chlupy. Listy v bazální růžici dosahují délky 25 až 110 milimetrů, řapíky listů jsou až 50 milimetrů dlouhé, na vrcholu ploché, brázdité a často červenofialové. Stonek je řídce olistěný, obvykle na něm jsou jen jeden nebo dva páry listů, které jsou vždy mnohem menší než listy bazální.
Na stoncích jsou terminální a až tři vzdálenější lichopřesleny dosahující průměru asi 8 až 20 milimetrů. Květy jsou v paždí překrývajících se, zelených až tmavě fialových, jemně chlupatých, až 7 milimetrů dlouhých listenů. Ty jsou široce vejčité až vejčité, částečně lodičkovité (cymbiformní) a s kuželovitou, trnitou špičkou dlouhou až 2 mm. Jednotlivé květy jsou velmi krátce stopkaté nebo bez stopek. Kalich je mnohoúhelníkový, dvoulistý, fialově až zeleně zbarvený, s krátkými chloupky, částečně s tuhými delšími chloupky a pokrytý kulovitými žlázkami. Kališní trubka je dlouhá 5 až 6 milimetrů. Horní nelaločnatý pysk je zahnutý jako přilba, na špičce nese dva ostny (vzácně i rudimentární třetí). Spodní je redukován na dva malé, volné, špičaté laloky. 
Trubkovité, zygomorfní, srostlé korunní dvoupyské květy jsou oboupohlavné. Barevné variace korunní trubky sahají od světle modré přes fialově modrou až po fialovou a také bílou, přičemž korunní trubka je u barevných květů vždy světlejší nebo bělavá. Korunní trubka, dlouhá asi 7 až 8 milimetrů, je hladká. Dvoulaločný horní pysk dosahuje délky asi 3 milimetrů, dolní pysk je třílaločný, se dvěma malými laloky po stranách. Prostřední, velký, obvykle dvoulaločný a roztažitelný dolní pysk je asi dvakrát delší než horní. Typické jsou barevné květy, které mají na vrcholu velkého spodního pysku bělavou skvrnu s tmavě fialovými tečkami. Semeník je svrchní, tyčinky jsou srostlé s květní trubicí těsně pod jejím ústím. Jak je pro rod Salvia typické, pouze dvě tyčinky jsou plodné, horní dvě jsou sterilní a zakrnělé, dolní jsou rozprostřené. Prašníky se skládají ze dvou váčků oddělených dlouhým nitkovitým konektivem.
Kvete na jaře v březnu až červnu. Plody jsou tvrdky, které se po dozrání dělí na 4 velmi malé (v průměru asi 2 mm dlouhé a 1,25 mm široké), hladké, lesklé, oválné, zploštělé plůdky. Jsou světle hnědé až šedé, skvrnité a s popraskanými skvrnami nebo pruhy. Semena dozrávají asi měsíc po odkvětu. Po dozrání snadno opadávají a lze je sklízet, když celou rostlinu podržíme nad nádobou a poklepeme na ni. Husté porosty, například pěstební záhony, lze sklízet a mlátit i konvenčním způsobem.
Základní počet chromozomů tohoto druhu je x = 13.

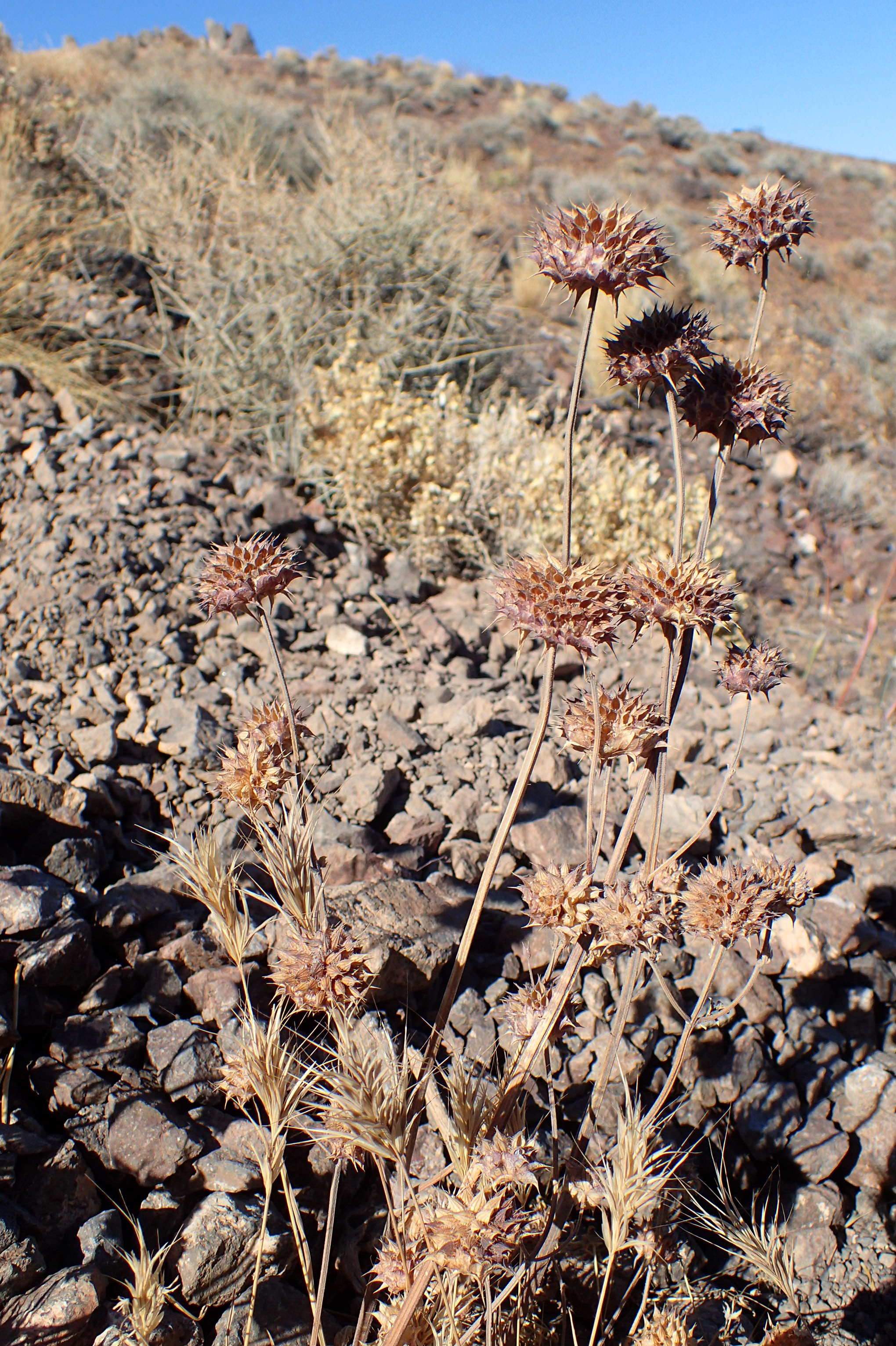
Odkvetlá rostlina v Údolí smrti v Kalifornii

## Rozšíření a ekologie
Šalvěj kalifornská je charakteristickým druhem pro oblast se středomořským podnebím, tedy se zimními dešti a subtropickými teplotami, na tichomořském pobřeží Kalifornie. Tento druh je velmi běžný v jižní Kalifornii, méně běžný pak v ostatních oblastech svého výskytu; roste též v amerických státech Nevada, Arizona, Utah a Nové Mexiko a v mexických státech Sonora a Baja California. V Kalifornii se vyskytuje převážně v horách Pobřežního pásma a v jižních pohořích Sierry, a to hlavně v jižní části státu od přechodu pobřeží do pouště.
Roste v otevřených lesích, středomořských křovinách (v Kalifornii nazývaných chaparral) a pobřežních křovinách (Coastal sage scrub nebo soft chaparral) tvořených pelyňkem kalifornským (Artemisia californica) a různými druhy šalvějí, téměř vždy v prořídlých, otevřených porostech, často po požárech. Dává přednost živinami chudým, suchým, často písčitým půdám a vyskytuje se až na okrajích Sonorské a Mohavské pouště. Obvykle roste v nadmořských výškách pod 1 300 metrů.

## Využití

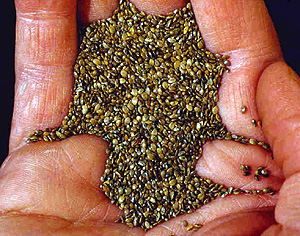
Semena šalvěje kalifornské

Šalvěj kalifornská má bohaté využití v tradiční kuchyni domorodých amerických národů. Kmeny Cahuillů, Kawaiisů, Mohavů, Tohonů a Pima její semínka mlely a míchaly s vodou, čímž vznikl hustý nápoj. Kmeny Muwekma Ohlone, Mohave a Pomo z ní vyráběly mouku pinole, která obsahovala také kukuřici a různé trávy a byliny. Kmen Diegueño míchal semena s pšenicí. Jiné kmeny, například Mahuna, Paiute, Pima a Akimel, z ní vyráběly želatinu, kterou pak používaly na kaši. Také národy Luiseño, Tübatulabal a Yavapai hojně využívaly tuto rostlinu a její semena jako zdroj potravy.
Cahuillové také používali tuto šalvěj jako dezinfekční prostředek, rozemílali semena rostliny na pastu a aplikovali ji jako léčivou náplast na infikovaná místa. Kmeny Cahuilla, Muwekma Ohlone, Kawaiisu a Mahuna používají želatinová semena, aby dostali cizí tělesa z očí. Semena se dávala do očí před spaním, aby se zabránilo infekcím a zánětům. Během spánku semena odstraňovala částečky písku zpod očních víček. Ohloneové používali semena také ke snížení horečky a užívali je perorálně. U kmene Diegueño se semena žvýkala při pěších cestách, aby se posílila.
Kmen Mahuna ze stonků kalifornské šalvěje vyráběl vlákna, kterými pokrýval svá obydlí a chránil je tak před povětrnostními vlivy. Pro okrasu druh pěstován obvykle nebývá.